# Arthur Golden
Arthur Golden (ur. 1956 w Chattanoodze) – amerykański pisarz, japonista i historyk sztuki. Autor bestselleru Wyznania gejszy (ang. Memoirs of a Geisha). Ukończył Harvard College, specjalizując się w historii sztuki japońskiej. Potem studiował na Columbia University, gdzie w 1980 uzyskał dyplom z historii Japonii. Po powrocie z pobytu na uniwersytecie w Pekinie zdobył dyplom także w zakresie filologii angielskiej na Boston University.